# Les Passants (film, 1920)
Pour les articles homonymes, voir Les Passants.
Pour plus de détails, voir Fiche technique et Distribution.
Les Passants (Passers-By) est un film américain réalisé par J. Stuart Blackton, sorti en 1920.

## Synopsis
Craignant que son beau-frère Peter Waverton ait une aventure avec Margaret Summers, la gouvernante, Lady Hurley licencie la jeune femme, avec comme but de marier Peter avec Beatrice Dainton, sa nièce. Margaret est sur le point de se suicider lorsqu'elle est sauvée par un chauffeur de taxi surnommé Nighty. Elle essaie en vain de communiquer avec Peter, ses lettres étant interceptées par Lady Hurley. 
Six ans plus tard, Peter est fiancé à Beatrice. Une nuit d'orage, il décide d'ouvrir sa maison à un groupe de personnes, parmi lesquelles se trouve Margaret. Elle a travaillé toutes ces années comme couturière pour vivre, elle et le fils qu'elle a eu de Peter. Beatrice, témoin de l'intense amour qui existe encore entre eux, rompt les fiançailles, permettant à Peter de rejoindre sa femme et son enfant. 

## Fiche technique
- Titre original : Passers-By
- Titre français : Les Passants
- Réalisation : J. Stuart Blackton

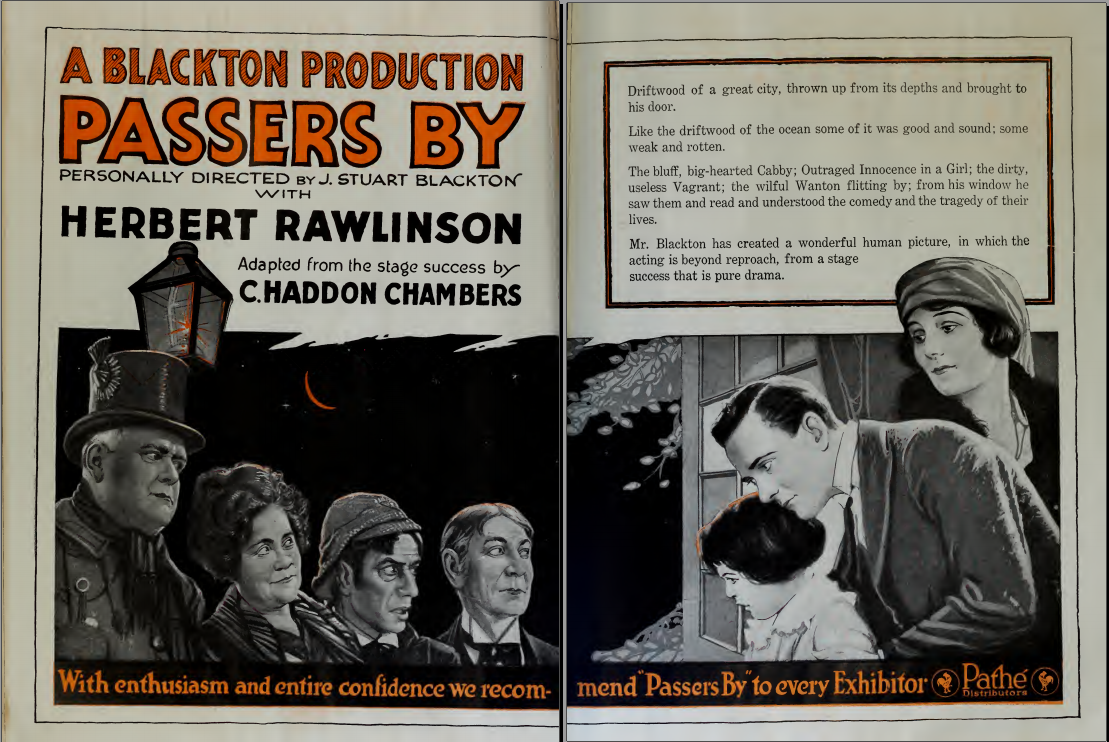
Publicité parue dans Film Daily

- Scénario : Stanley Olmsted, d'après la pièce Passers-By de C. Haddon Chambers
- Photographie : William S. Adams
- Production : J. Stuart Blackton
- Société de production : J. Stuart Blackton Feature Pictures
- Société de distribution :  États-Unis : Pathé Exchange ;  France : Pathé Consortium Cinéma
- Pays de production :  États-Unis
- Langue originale : anglais
- Format : noir et blanc — 35 mm — 1,37:1 — Film muet
- Genre : drame
- Durée : 60 minutes - 6 bobines
- Dates de sortie : 
  - États-Unis : 20 juin 1920
  - France : 21 octobre 1921

## Distribution
- Herbert Rawlinson : Peter Waverton
- Leila Valentine : Margaret Summers
- Ellen Cassity : Beatrice Dainton
- Pauline Coffyn : Lady Hurley
- William J. Ferguson : Pine
- Tom Lewis : Nighty
- Dick Lee : Burns
- Charles Blackton : Peter